# Atletisme als Jocs Olímpics d'estiu de 1904 - salt d'alçada aturat homes

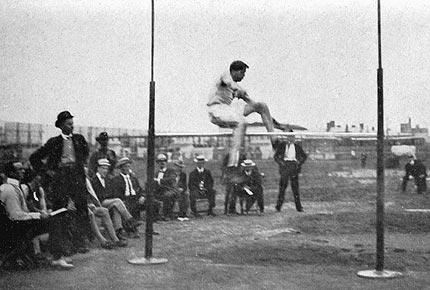
Ray Ewry durant la competició de salt d'alçada aturat

El salt d'alçada aturat masculí va ser una de les proves disputades durant els Jocs Olímpics de Saint Louis de 1904. La prova es va disputar el 31 d'agost de 1904 i hi van prendre part 5 atletes, de dues nacions diferents.
Ray Ewry va continuar dominant la categoria de salts aturats en aquestes Olimpíades, revalidant amb èxit les tres medalles d'or aconseguides a París quatre anys abans.

## Medallistes
| Or       | Plata          | Bronze           |
| Ray Ewry | Joseph Stadler | Lawson Robertson |

## Rècords
Aquests eren els rècords del món i olímpic que hi havia abans de la celebració dels Jocs Olímpics de 1904.
| Rècord del Món | ?     | ?        | ?           | ?                    |
| Rècord Olímpic | 1.655 | Ray Ewry | París (FRA) | 16 de juliol de 1900 |

## Resultats
| Posició | Atleta           | Alçada |
| ------- | ---------------- | ------ |
| Or      | Ray Ewry         | 1,60   |
| Plata   | Joseph Stadler   | 1,44   |
| Bronze  | Lawson Robertson | 1,44   |
| 4       | John Biller      | 1,42   |
| 5       | Lajos Gönczy     | 1,35   |